# 于越 (官名)
于越，是遼代的官名，来自于突厥-回鹘语üge~öge（意为“官人、智者”，形容词意为“尊敬的”、“贤明的”），位於百官之上，是君主對功勞最大臣子的最高獎勵。在遼代9位皇帝210年的統治期間，只有10人被拜為於越。于越是辽国大于越府的首辅，无具体职掌。
《辽史·国语解》称：“于越，贵官，无所职。其位居北、南大王上，非有大功德者不授。”该官职不但在《宋史》（卷4）及《辽史》（卷490）中都可见到，而且还常见于敦煌出土的9～11世纪的于阗语、回鹘语文献中。据《辽史·属国表》：“统和八年（990年）六月，阿萨兰回鹘于越、达剌干各遣使来贡。”说明这个词很可能是直接来自回鹘语。
其中著名的于越有拥立阿保机称帝的耶律曷鲁、耶律辖底；拥立耶律兀欲，耶律璟继位的耶律屋质；在抵挡宋太宗赵光义北伐时，射伤赵光义的耶律休哥；辽道宗耶律洪基讨平耶律重元的叛乱中救驾的耶律仁先。